# Gare de Coignières
La gare de Coignières est une gare ferroviaire française de la ligne de Paris-Montparnasse à Brest, située sur le territoire de la commune de Coignières, dans le département des Yvelines, en région Île-de-France.
C'est une gare de la Société nationale des chemins de fer français (SNCF) desservie par les trains de la ligne N du Transilien (réseau Paris-Montparnasse).

## Situation ferroviaire
Établie à 169 m d'altitude, la gare de Coignières est située au point kilométrique (PK) 34,319 de la ligne de Paris-Montparnasse à Brest, entre les gares de La Verrière et des Essarts-le-Roi.

## Histoire
Elle est mise en service en 1902[réf. souhaitée], donc postérieurement à l'ouverture de la section entre Versailles-Chantiers et la Chartres (effectuée le 12 juillet 1849).
En 2018, selon les estimations de la SNCF, la fréquentation annuelle de la gare est de 498 200 voyageurs, nombre arrondi à la centaine la plus proche.
Le record de fréquentation de la gare est battu en 2024. Selon les données publiées par la SNCF, 639 550 voyageurs ont transité par Coignières au cours de l'année.

## Service des voyageurs

### Accueil
Gare SNCF, elle dispose d'un bâtiment voyageurs avec guichet, d'automate Transilien, du système d'information sur les circulations des trains en temps réel, de bandes d'éveil de vigilance sur les quais et de boucles magnétiques pour personnes malentendantes.
Elle est équipée de deux quais latéraux décalés : le quai 1 dispose d'une longueur utile de 230 m pour la voie 2 et le quai 2 d'une longueur utile de 230 m pour la voie 1. Le changement de quai se fait par un passage souterrain.

### Desserte
En 2012, la gare est desservie par des trains de la ligne N du Transilien (branche Paris - Rambouillet), à raison d'un train toutes les 30 minutes, sauf aux heures de pointe où la fréquence est d'un train toutes les 15 minutes.
Le temps de trajet est d'environ 15 minutes depuis Rambouillet et de 40 minutes à 50 minutes depuis Paris-Montparnasse.

### Intermodalité
La gare est desservie par les lignes 5123 et 5124 du réseau de bus de Saint-Quentin-en-Yvelines, par la ligne 7812 du réseau de bus Centre et Sud Yvelines et, la nuit précédant les samedis, dimanches et jours fériés, par la ligne N162 du réseau Noctilien. Un parking pour les véhicules et les vélos y est aménagé.

## Projets abandonnés
Avec comme objectif principal de désenclaver la ville de Coignières, le SDRIF de septembre 2008 proposait de prolonger les missions de Saint-Quentin-en-Yvelines du RER C (branche C7) jusqu'à la gare de Coignières et celles de la ligne U jusqu'à Rambouillet.

Galerie de photographies
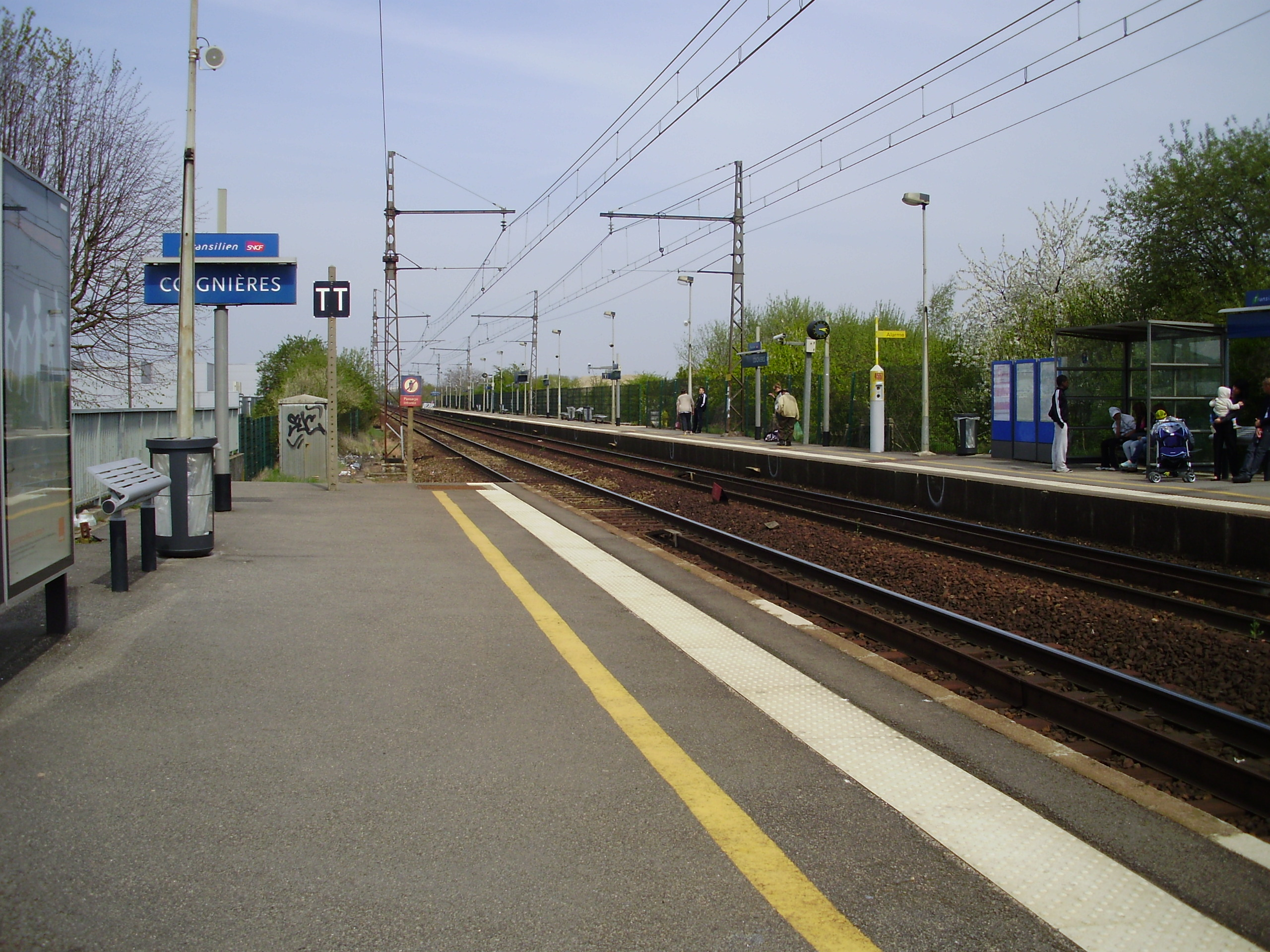
Vue vers Paris.
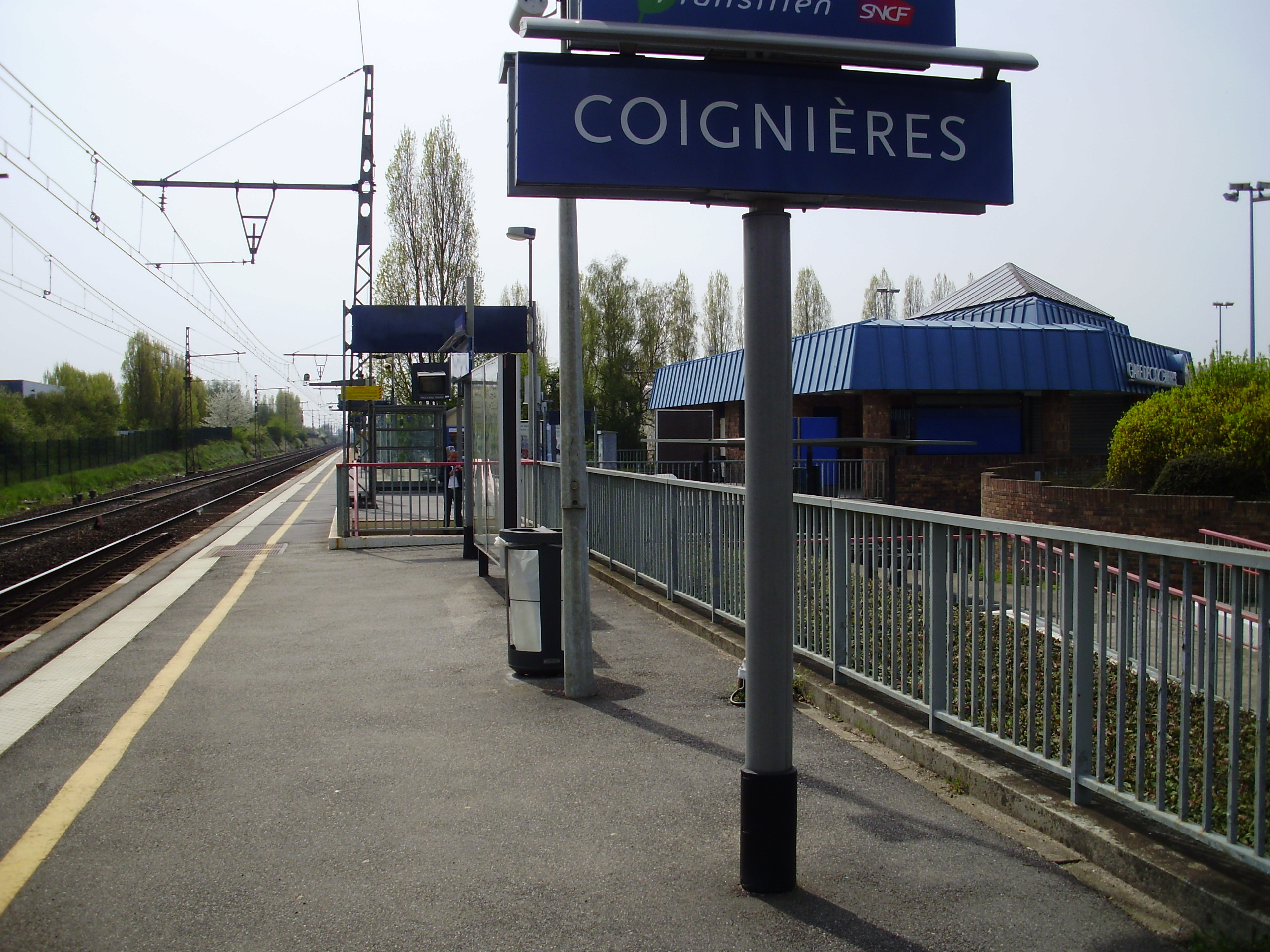
Panneau indiquant le nom de la gare.
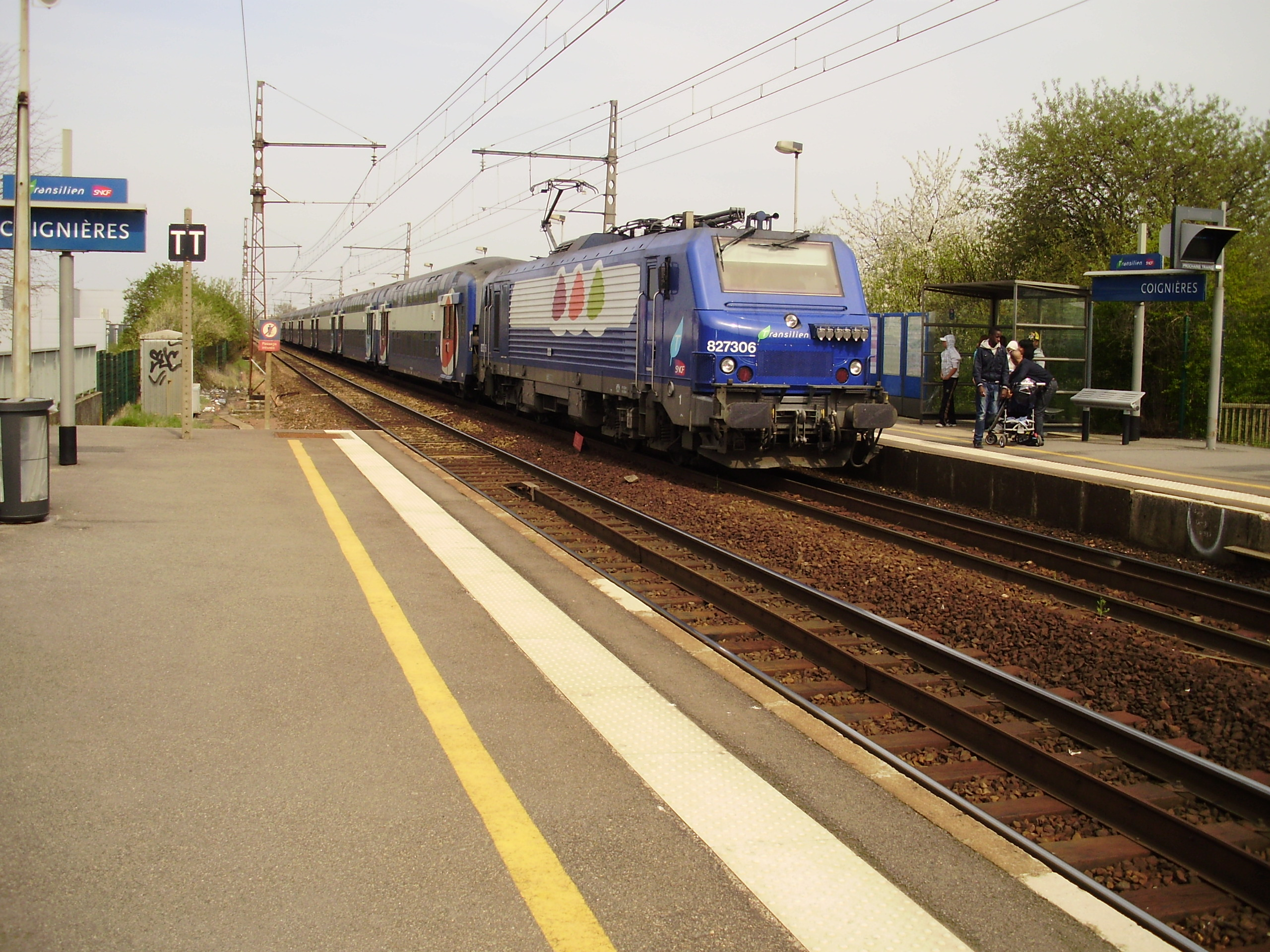
BB 27306 à quai.
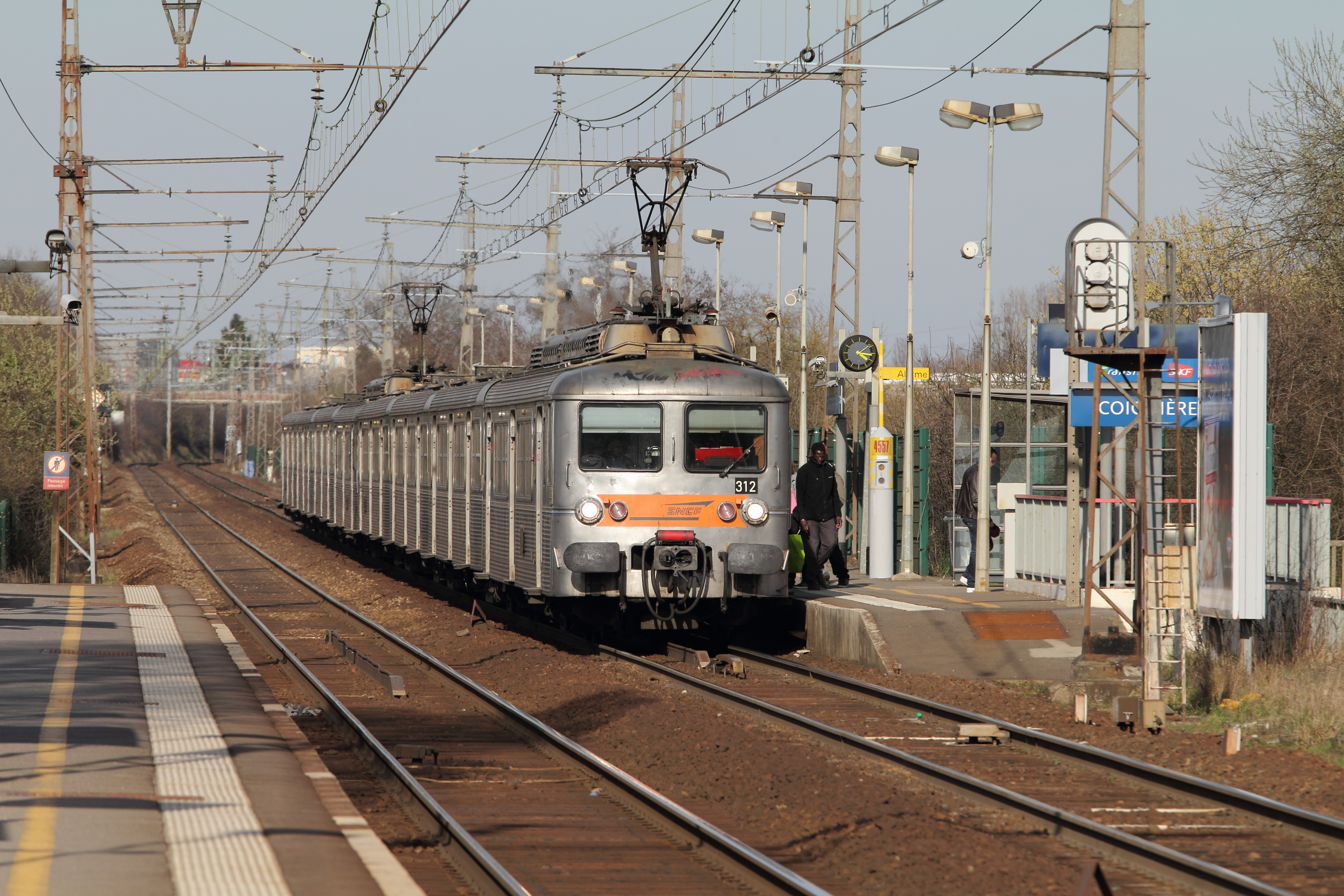
Rame Z 5312 assurant une mission Paris-Montparnasse – Rambouillet en 2011. Les rames de type Z 5300 ne circulent plus sur la ligne N depuis 2015.